# TN J0924-2201
TN J0924-2201 is een radiosterrenstelsel. Het is vandaag de dag een van de verst bekende radiosterrenstelsels.
Het object is in 1999 ontdekt door Wil van Breugel.